# Bâtie
Pour les articles homonymes, voir Batié.
Le terme bâtie — ou La Bâtie — est employé dans l'Est de la France — Provence, Ardèche, Bugey, Dauphiné, Savoie — et en Suisse, et dérivant du mot occitan bastida (bastide). Il peut désigner une petite ville nouvellement bâtie ou plus précisément un ensemble fortifié, maison forte.

## Étymologie
Le terme bâtie possède la même racine que le terme bastide,,,. Bastide vient de l'ancien provençal « bastida », signifiant endroit fortifié ou forteresse, plus généralement une petite ville nouvellement bâtie, fortifiée, à partir du XIIIe siècle.
On trouve également une origine francique *bastjan qui donne « bâtir », selon le FEW, ou en bas latin bastia pour désigner un château ou une tour.
Il peut désigner, dans la partie alpine française, un bâtiment fortifié, une maison forte,.
Le Glossaire des patois de la Suisse romande à l'entrée « bâtie » renvoie à « batya » qui donne cinq sens différents au mot : 1o digue/barrage ; 2o « culée d'un pont, mur de soutènement » ; 3o « Fortification, château ; 4o « construction d’un chemin, d’un bâtiment public par un système de corvées » ; corvée » ; 5o une maçonnerie,.
Il existe les formes et dérivées suivantes : Bastie, Bathia, Bathie, Bâthie, Bâtiaz, Batie, Bâtie, Bâties ou encore Battiaz.

## Toponyme
Bâtie est un nom de lieu notamment porté  par :

### France
Plusieurs communes françaises ont pris le nom de bâtie en lien avec l'édification d'une fortification :
Drôme
- La Bâtie-Rolland (attestée en 1272, sous la forme Castrum de Bastida).
- La Bâtie-des-Fonds (attestée en 1220, sous la forme  Bastida Vallis Dromae).

Isère
- La Bâtie-Divisin, ancienne commune.
- La Bâtie-Montgascon.
- La Bâtie-d'Arvillard (attestée au XIVe siècle, sous la forme Bastida Alti Vilaris).
- La Bâtie-Meylan, ancienne commune, entre 1790 et 1794.

Hautes-Alpes
- La Bâtie-Neuve (attestée en 1225 à partir de la construction du nouveau château).
- La Bâtie-Vieille (attestée en 1271, sous la forme Castrum bastide Veteris).
- La Bâtie-Montsaléon (attestée au XIVe siècle, sous la forme La Bastida Montis Ciley).

Savoie
- La Bâthie (attestée en 1286, sous la forme Bastia).

### Suisse
- La Batie, lieu-dit de la commune de Versoix, dans le canton de Genève.

## Maisons fortes
La bâtie, dans le sens ensemble fortifié, maison forte, possédait à l'origine un rôle strictement militaire, contrairement au château qui peut être le centre d'une seigneurie. 

### Limite du Dauphiné et de la Savoie
Développées au cours des XIIIe et XIVe siècles, les bâties se trouvent principalement sur les limites du comté de Savoie et du Dauphiné.
L'historien Alain Kersuzan définit la bâtie comme « un ouvrage rapidement mis en œuvre, peu onéreux et facilement réparable, que les comptes appellent une bâtie »,. L'historien Paul Guichonnet indique qu'il s'agit d'un château ou d'une maison forte édifiée par un puissant seigneur, au cours de la période du XIIIe siècle au XIVe siècles.
Ces constructions se trouvent principalement dans les marges entre les seigneuries de Savoie et du Dauphiné,. Elle ne possèdent qu'un rôle militaire. Elles sont ainsi mises en place durant une campagne militaire afin de marquer l'occupation d'un territoire.
Pour Alain Kersuzan, il s'agit d'« un moyen d'attaque et de conquête territoriale et ensuite de défense et de soutien ». Il qualifie même de construction « sauvage » la Bâtie de Luisandre (construction entre 1304-1305), en Bugey, puisqu'elle devait répondre à des impératifs d'efficacité dans le conflit opposant le comte de Savoie Amédée V à ses voisins dauphinois. Elle est ainsi édifiée avec les ressources accessibles rapidement, le bois et la terre, tout comme la bâtie ou bastide de Gironville, également en Bugey. Il semble que ce soit la raison pour laquelle on ne les retrouve qu'au contact de deux territoires.
Paul Guichonnet en compte 19 dans les anciens territoires des États de Savoie et une dizaine en Piémont.
- Château de la Bâtie, sur la commune de Montceaux dans l'Ain ;
- Bâtie ou bastide de Gironville, sur la commune de Ambronay dans l'Ain[12] ;
- Château des Allymes, hameau des Allymes, sur la commune d'Ambérieu-en-Bugey dans l'Ain[10] ;
- Bâtie de La Boisse, dans l'Ain[14]
- Bâtie de Vieu-sous-Varey, sur la commune de Saint-Jean-le-Vieux, dans l'Ain[12] ;
- Bâtie de Luisandre (1304-1305) sur la commune de Saint-Rambert-en-Bugey dans l'Ain[12] ;
- La Bâtie de Baix (XIIIe siècle), sur la commune de Plan-de-Baix dans la Drôme. Elle a pris l'appellation de château de Montrond en mémoire des derniers seigneurs.
- La Bâtie-d'Arvillard (XIVe siècle), sur l'ancienne commune de La Bâtie-d'Arvillard dans l'Isère[6] ;
- Château de la Bâtie-Montgascon (castellania Bastide Montis Gasconis, XIVe siècle) sur la commune de La Bâtie-Montgascon dans l'Isère[6] ;
- Château de la Bâtie, sur la commune de Vienne dans l'Isère ;
- Château dit de la Bâtie, située à Saint-Martin-en-Haut dans le Rhône[15] ;
- Château de la Bâtie, sur la commune de Barby (Savoie)[11],[6] ;
- Château de La Bâthie (Actum apud Bastiam in castro, XIIIe siècle), sur la commune de La Bâthie (Savoie)[11],[6] ;
- La Bâtie-sous-Conflans, à Conflans (Savoie)[11] ;
- Château de La Bâtie d'Albanais, mentionné en 1287, à Montcel (Savoie)[11]
- Château de La Bâtie-Dardel ou d'Arthaz, sur la commune Arthaz-Pont-Notre-Dame (Haute-Savoie)[11],[16] ;
- La Petite-Bâtie, à Thonon (Haute-Savoie)[11] ;
- Château de Rouelbeau ou La Bâthie-Cholex ou La Bâtie-Cholay ou encore Bâtie-Compey, à Meinier (canton de Genève, Suisse)[11] ;
- Bâtie-Beauregard, dite aussi la Bâtie-Champion, à Collex (canton de Genève, Suisse)[11] ;
- La Bâtie-Meille, à Genève, Plainpalais (canton de Genève, Suisse)[11] ;
- La Bâtie-Vengeron, canton de Genève, Suisse)[11] ;
- Château de Pontechianale ou Château de La Bâtie-du-Pont (XIVe siècle), situé à Pontechianale, dans la région Piémont (Italie)[17].

### Autres édifices fortifiés
- Château de la Bâtie